# グネフヌイ (駆逐艦・初代)
グネフヌイ (ロシア語: Гневный、「怒り」の意) はソ連海軍の駆逐艦。グネフヌイ級。艦名はグネーヴヌイと読む場合もある。

## 艦歴
レニングラードのA.A.ジダーノフ名称第190造船所（現セヴェルナヤ造船所）で1935年12月8日に起工、1936年7月13日に進水した後、1938年12月23日にバルト艦隊で就役した。
冬戦争中の1939年12月14日、オーランド諸島ウテ島のフィンランド軍防備施設に対して艦砲射撃をおこなった。
独ソ戦の始まった1941年6月22日、巡洋艦「マクシム・ゴーリキー」、駆逐艦「グネフヌイ」と「ゴールドィイ」、「ステレグーシチイ」は機雷敷設作戦掩護のためUst-Dvinskから出撃した。翌日、この部隊はドイツ軍の機雷原に入り、全艦触雷した。タフクナ灯台の北西16から18海里で機雷原に入り、「グネフヌイ」は機雷で艦首が吹き飛ばされ、死者20名、負傷者23名の損害を出した。潜望鏡発見の報告があったことから艦の放棄が命じられ、乗員は「ゴールドィイ」に収容された。僚艦が砲撃により「グネフヌイ」の処分を試みたもののうまくいかず、放棄された「グネフヌイ」は2日後にドイツ軍のJu88爆撃機3機に発見され、爆撃を受けて撃沈された。
その後、7月27日付で除籍された。